# Échelle (outil)
 (février 2017).
Si vous disposez d'ouvrages ou d'articles de référence ou si vous connaissez des sites web de qualité traitant du thème abordé ici, merci de compléter l'article en donnant les références utiles à sa vérifiabilité et en les liant à la section « Notes et références ».
Pour les articles homonymes, voir échelle.

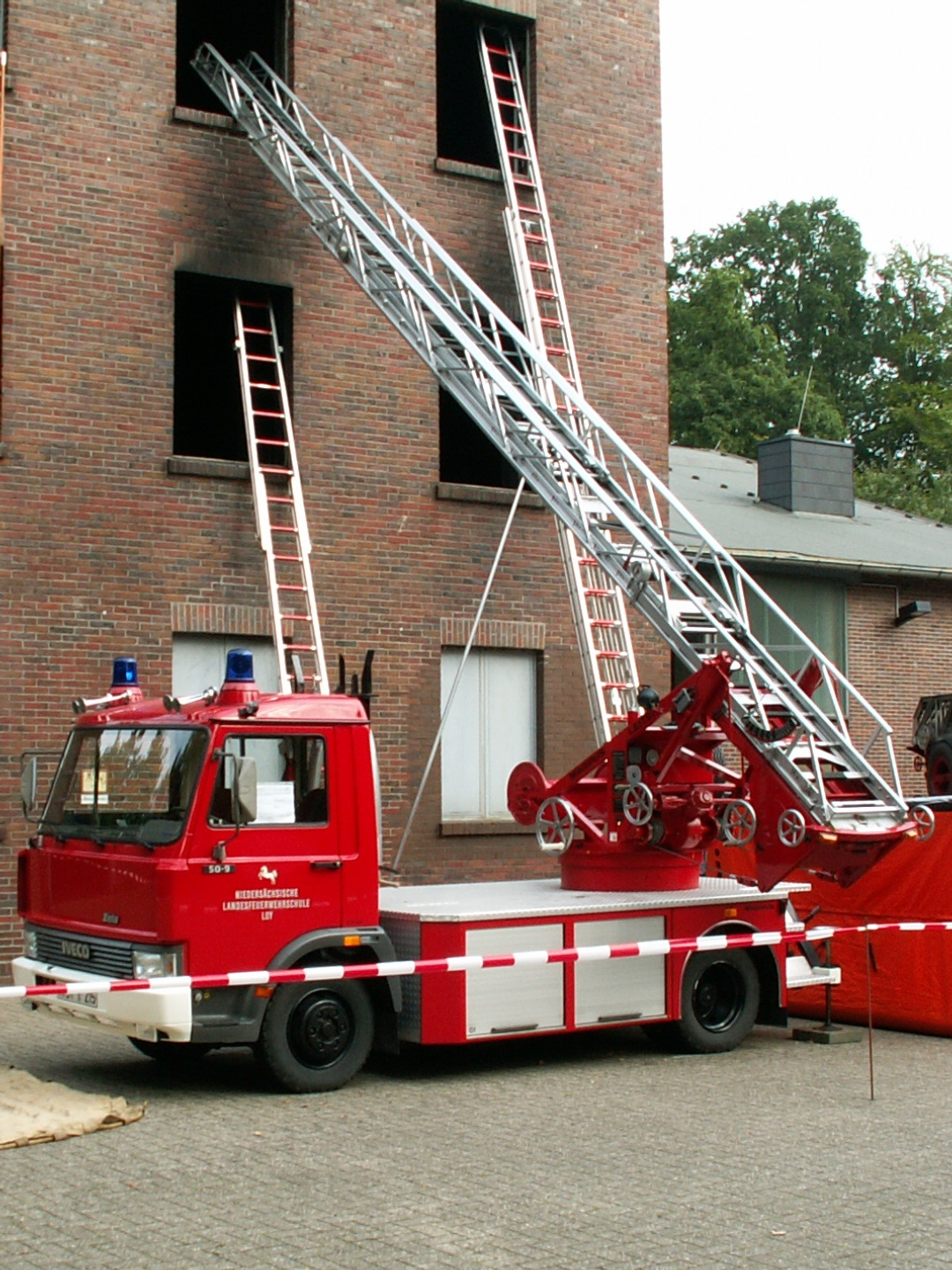
Échelles de pompiers.

Une échelle est un dispositif ou un outil permettant de se déplacer, généralement verticalement et/ou de se tenir debout en hauteur.
Elle est composée de barreaux, échelons ou traverses reliant deux montants. Les échelons et montants peuvent être en métal, (fer ou aluminium), bois, plastique. Les montants sont généralement rigides mais peuvent aussi être souples afin d'être enroulés, transportés et mis en place facilement, en espace réduit, principalement pour des activités sportives (échelle de « corde ou échelle de câble utilisées en spéléologie).
Une échelle peut être simple, double, triple ou en Vé.
Au regard du code du travail français (Légifrance) : «Art. R. 4323-63. - "Il est interdit d'utiliser les échelles, escabeaux et marchepieds comme poste de travail. Toutefois, ces équipements peuvent être utilisés en cas d'impossibilité technique de recourir à un équipement assurant la protection collective des travailleurs ou lorsque l'évaluation du risque a établi que ce risque est faible et qu'il s'agit de travaux de courte durée ne présentant pas un caractère répétitif." »
Un jour lui est consacré dans le calendrier républicain ou révolutionnaire français, à savoir les 10 fructidor, généralement chaque 27 août du calendrier grégorien.

## Matériaux
Les premières échelles étaient en bois, de nos jours le métal (et surtout l'aluminium) a remplacé le bois.

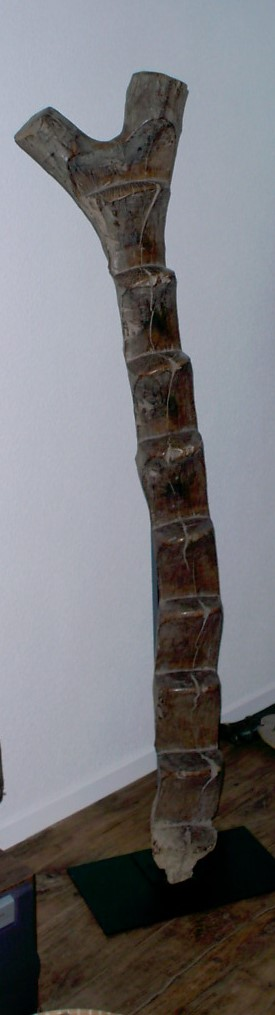
Échelle dogon Afrique.
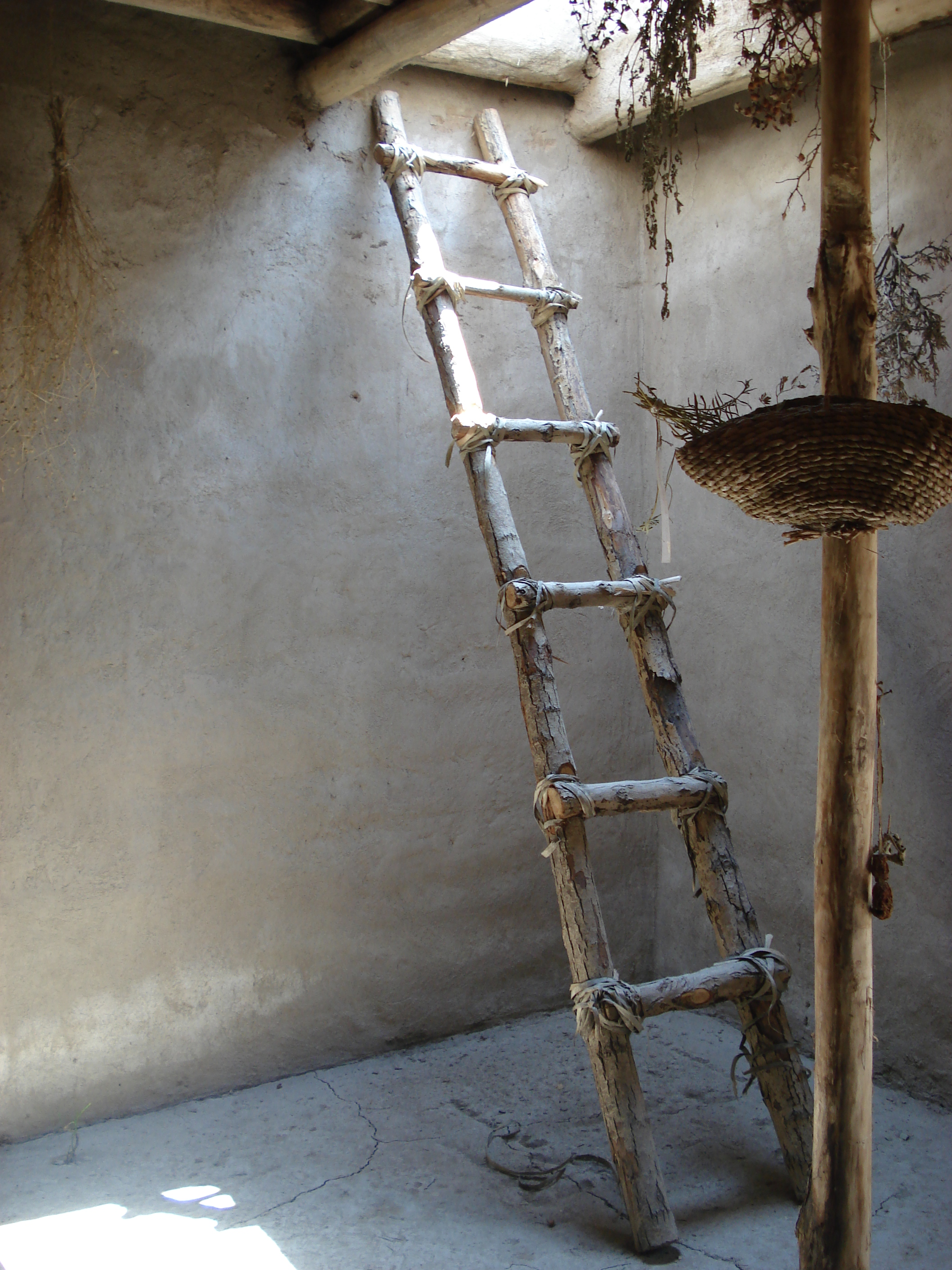
Échelle en bois reconstituée, Aşıklı Höyük.
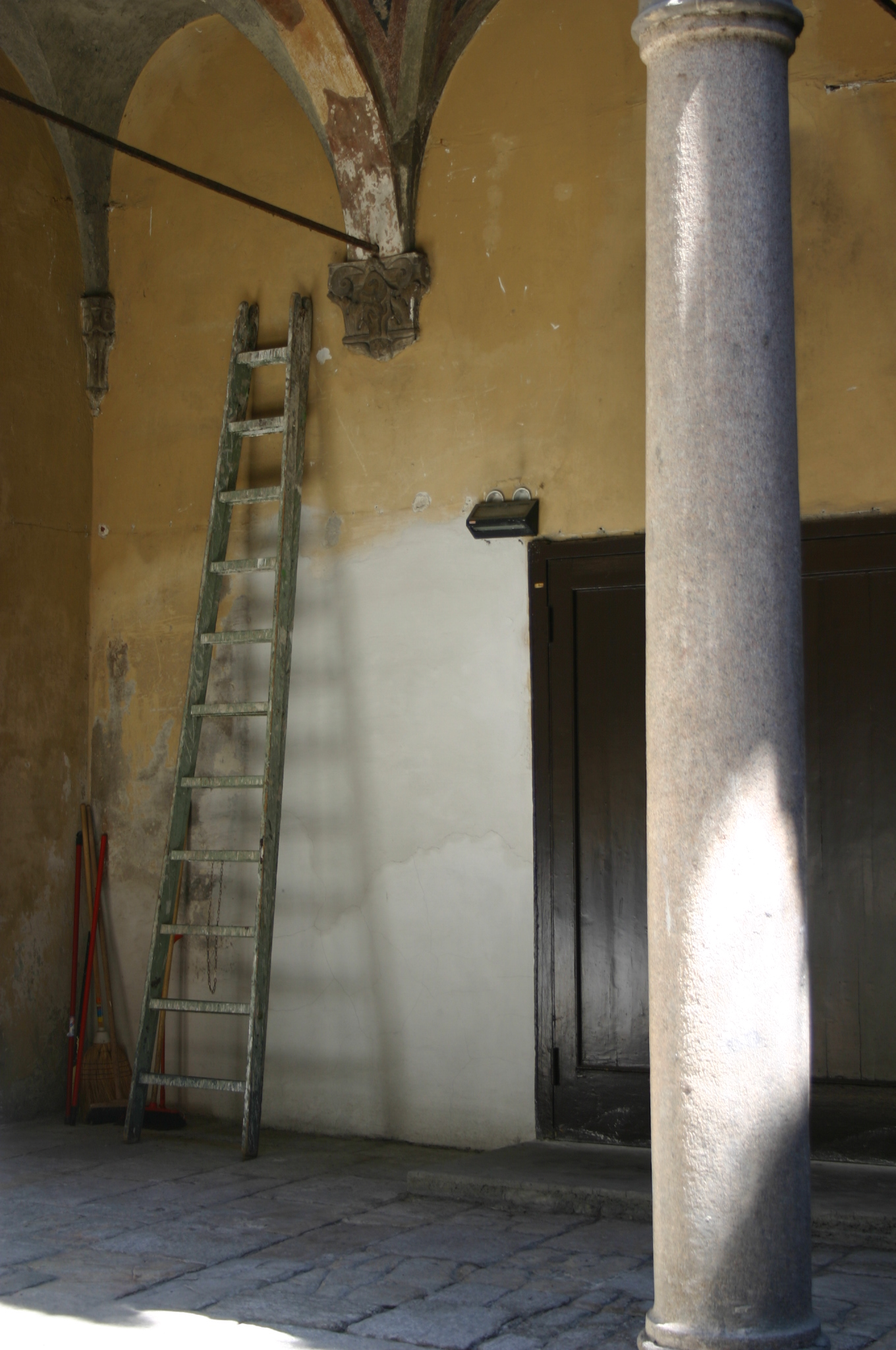
Échelle en bois.
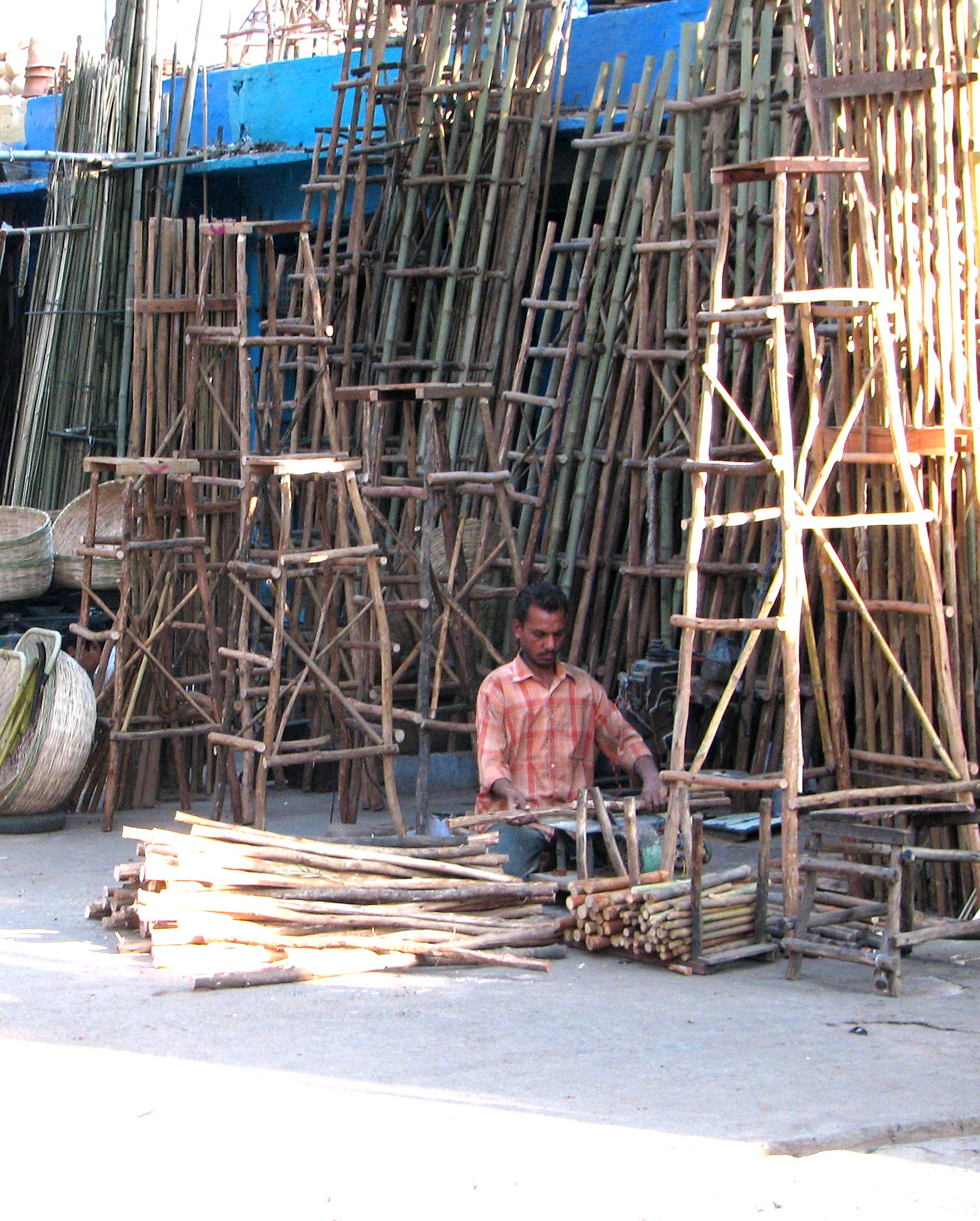
Échelles en bambou.
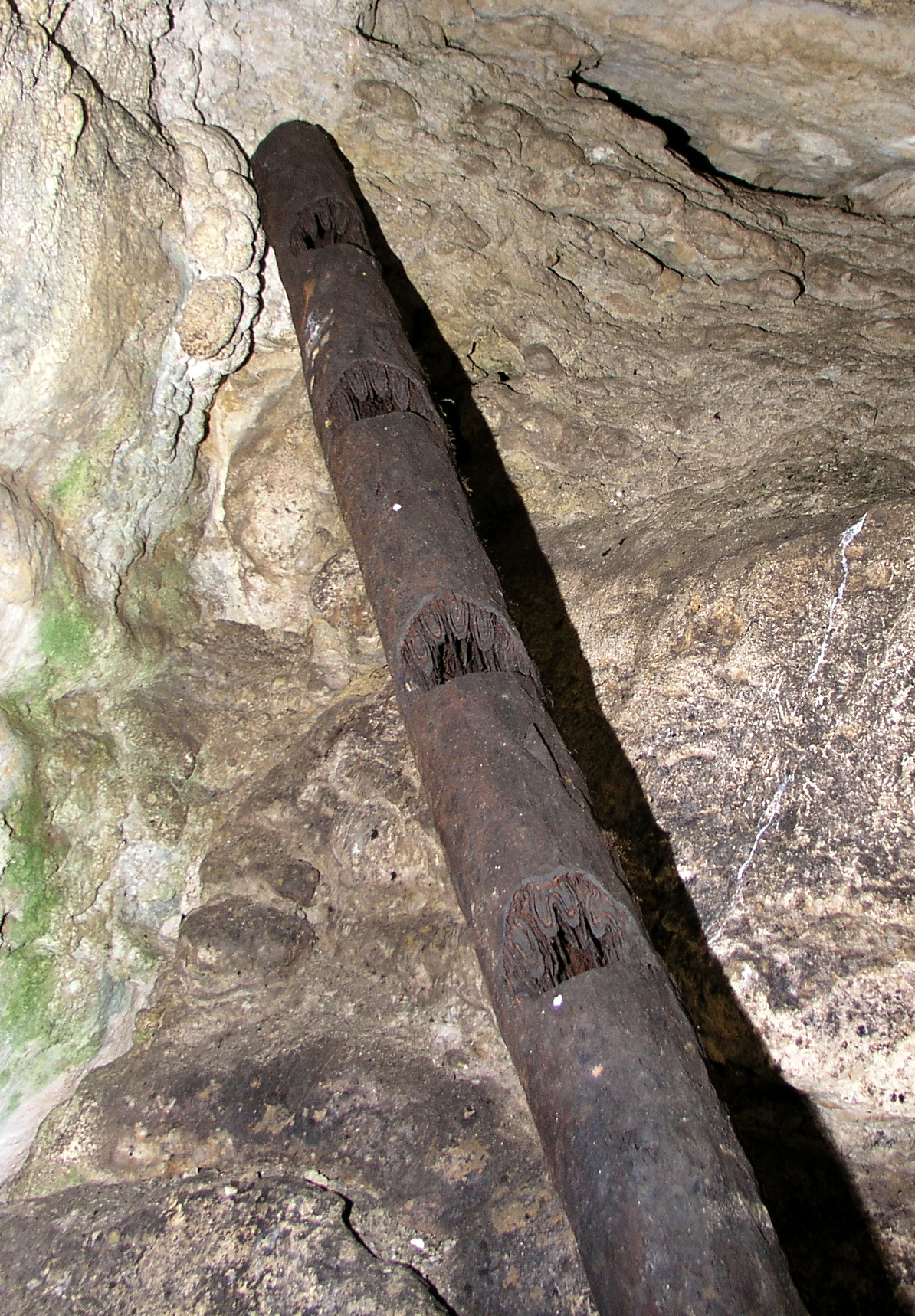
Echelle taillée dans un tronc de fougère arborescente, Yamon, Utcubamba, Amazonas, Pérou.
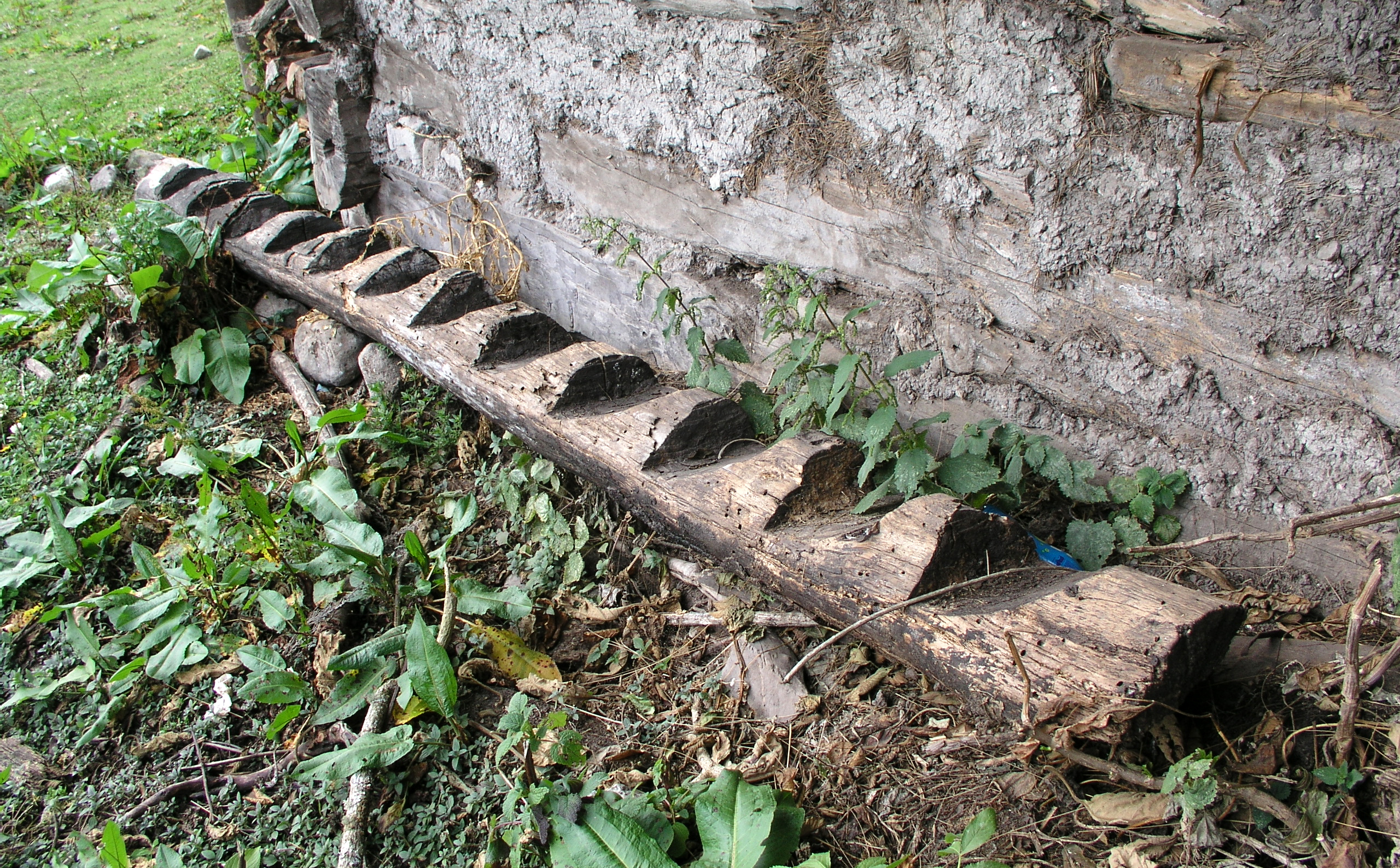
Echelle taillée dans un tronc d'arbre, Granada, Chachapoyas, Amazonas, Pérou.
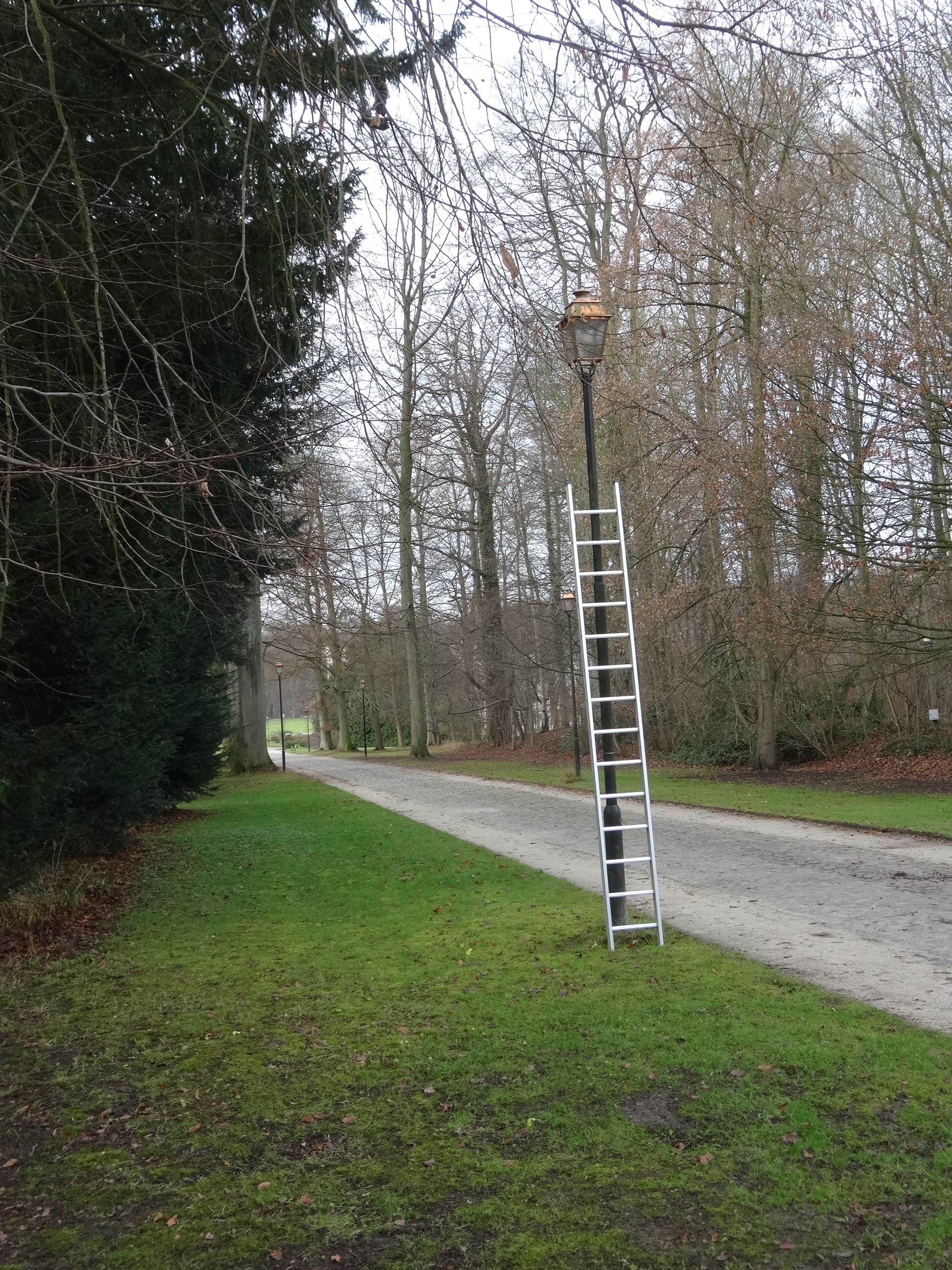
Échelle simple en aluminium appuyée contre un réverbère.

## Typologie

### Échelle simple
Utilisable en intérieur comme en extérieur, l’échelle simple s’utilise en appui contre une paroi ou un support vertical, elle est composée d’un seul plan.

### Échelle coulissante

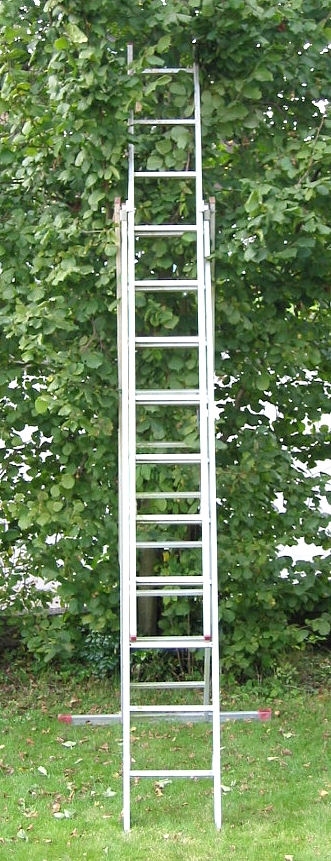
Échelle coulissante transformable.

L’échelle à coulisse offre une grande portée grâce son système de déploiement (à mains ou à cordes).
Les échelles à coulisse sont composées de 2 ou 3 plans.Chaque plan comporte se compose de 2 montants  et d'échelons. À l'extrémité des montants du grand plan on trouve les sabots. À l'autre extrémité se trouve une  poulie. Dans cette poulie passe une drisse (aussi appelé « trait ») qui sert à manœuvrer le petit plan. À proximité de cette poulie se trouve un « basculeur monobloc » (aussi appelé « parachute ») qui permet de bloquer le petit plan.

### Échelle à crochet (ou échelle de pompier)

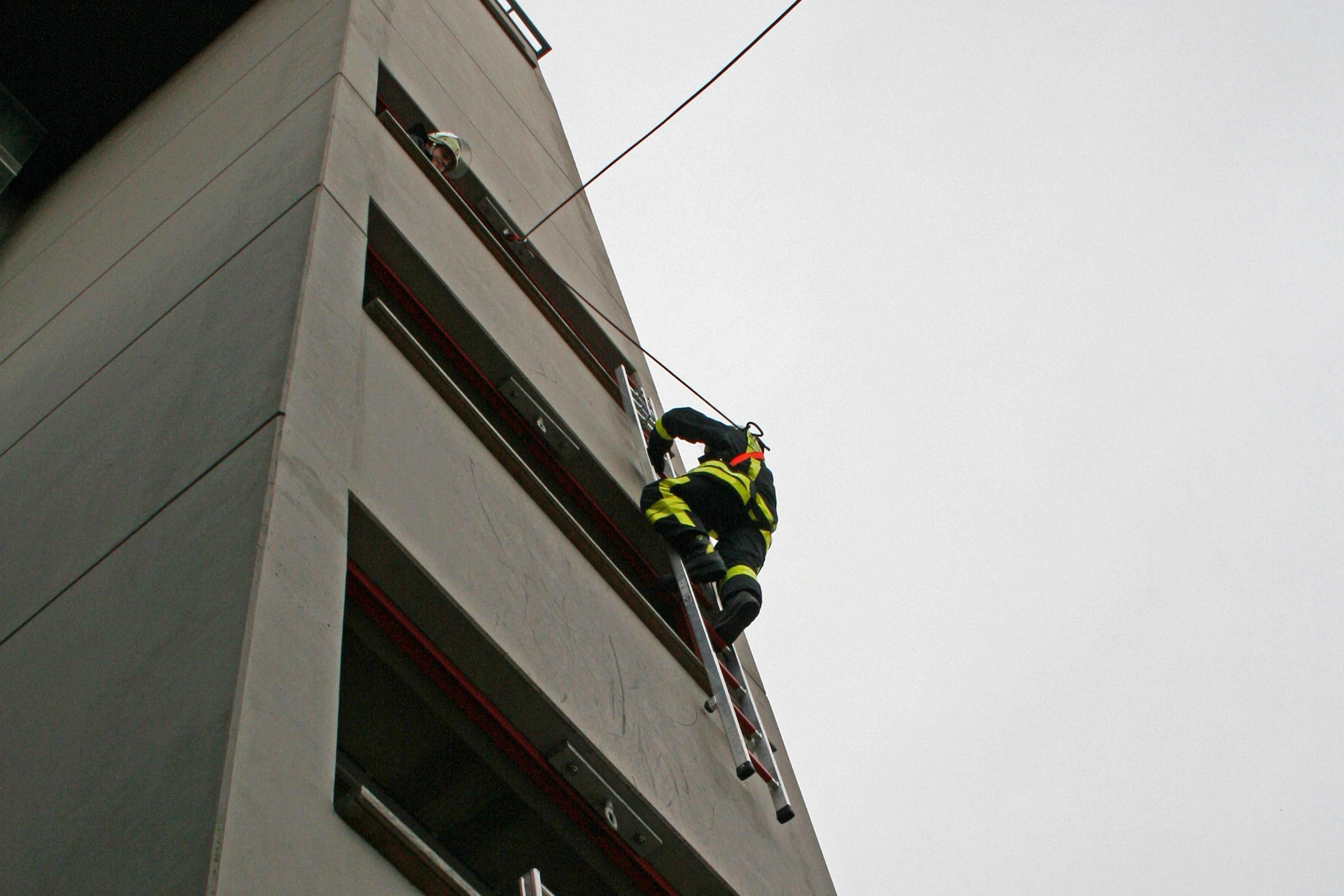
Exercice d'utilisation d'une échelle à crochet par un pompier.

Une échelle à crochet, aussi appelée échelle pompier, est un type d'échelle qui peut être suspendu à un rebord de la fenêtre ou à un balcon. Elle permet à un binôme entraîné de progresser de balcon en balcon. Elle a été développée pour accéder aux bâtiments via des ruelles étroite, des puits de lumière ou des cours intérieures depuis lesquelles d'autres types d'échelle ne pourraient pas être utilisés.
Sa résistance horizontale est nulle. Elle se compose de 2 sabots, 2 montants, des échelons, deux crochets avec éventuellement une entrecroise, et 2 griffes.
Utilisation d'une échelle à crochet : 
En position d'attente, les crochets sont posés au sol. L'échelle se porte à l'épaule, inclinée vers le bas, les crochets à l'intérieur.
Pour dresser une échelle à crochet : se positionner parallèlement à la façade, main arrière sur le montant au niveau du 4e échelon, avant bras avant engagé sous l’échelle et appuyé sur la cuisse avant en position de fente. Dresser l'échelle dans mouvement de rotation, descendre les mains à la base des montants, les pouces sur les montants et le regard vers les crochets. Placer l'échelle sur le balcon et tester sa solidité en effectuant une traction. Monter en utilisant la force des bras, les mains attrapent les montants par l’arrière. Les échelons ne doivent jamais supporter le poids du corps.

### Échelle transformable
L’échelle transformable offre plus de sécurité que l’échelle simple. Elle peut être composée de deux ou trois plans. Ce type d’échelle est utilisé pour des travaux à hauteur moyenne voire haute, en appui sur un mur (deux points de stabilité).

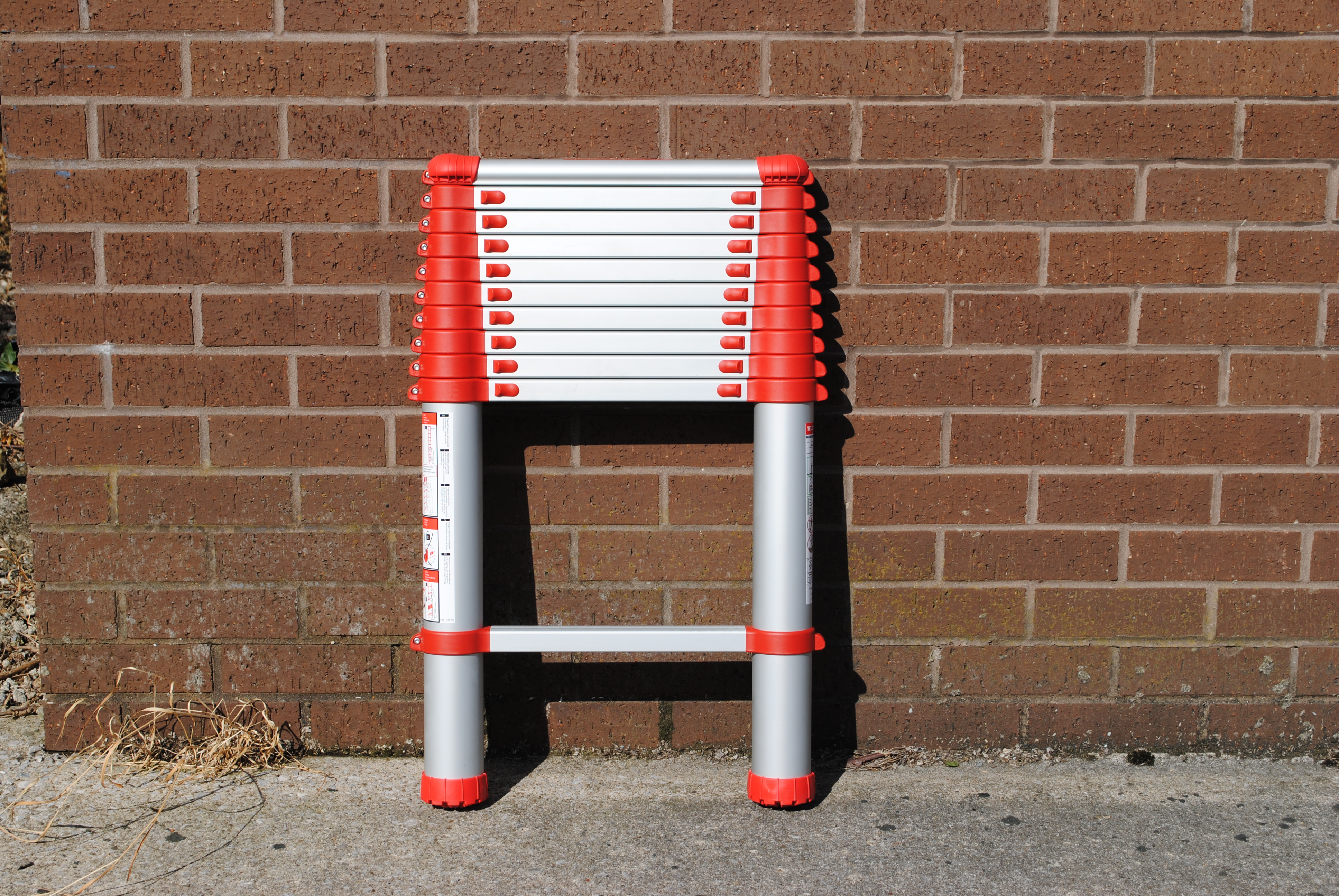
Une échelle télescopique fermée.

### Échelle de jardin
L'échelle de jardin est destinée à la récolte fruitière. D'une hauteur habituelle de 2,5 m à 3 m, elle est idéale pour la cueillette des fruits et la taille des arbres. Elle se distingue par son unique appui au sommet.

### Échelle télescopique
Une échelle télescopique est une échelle qui fermée mesure un peu moins de 90 cm de long et qui peut être déployée pour mesurer jusqu'à près de 4 m de long pour les plus longues. Fabriquée en aluminium et plastique, une telle échelle pèse 15 kg pour les plus longues et se transporte sous le bras dans des endroits difficiles d'accès.

### Échelle tournante
Une échelle tournante est une échelle, droite ou inclinée, placée à l'intérieur d'un colombier, fixée à des potences reliées à un axe vertical permettent de la déplacer par rotation, pour accéder aux nids.

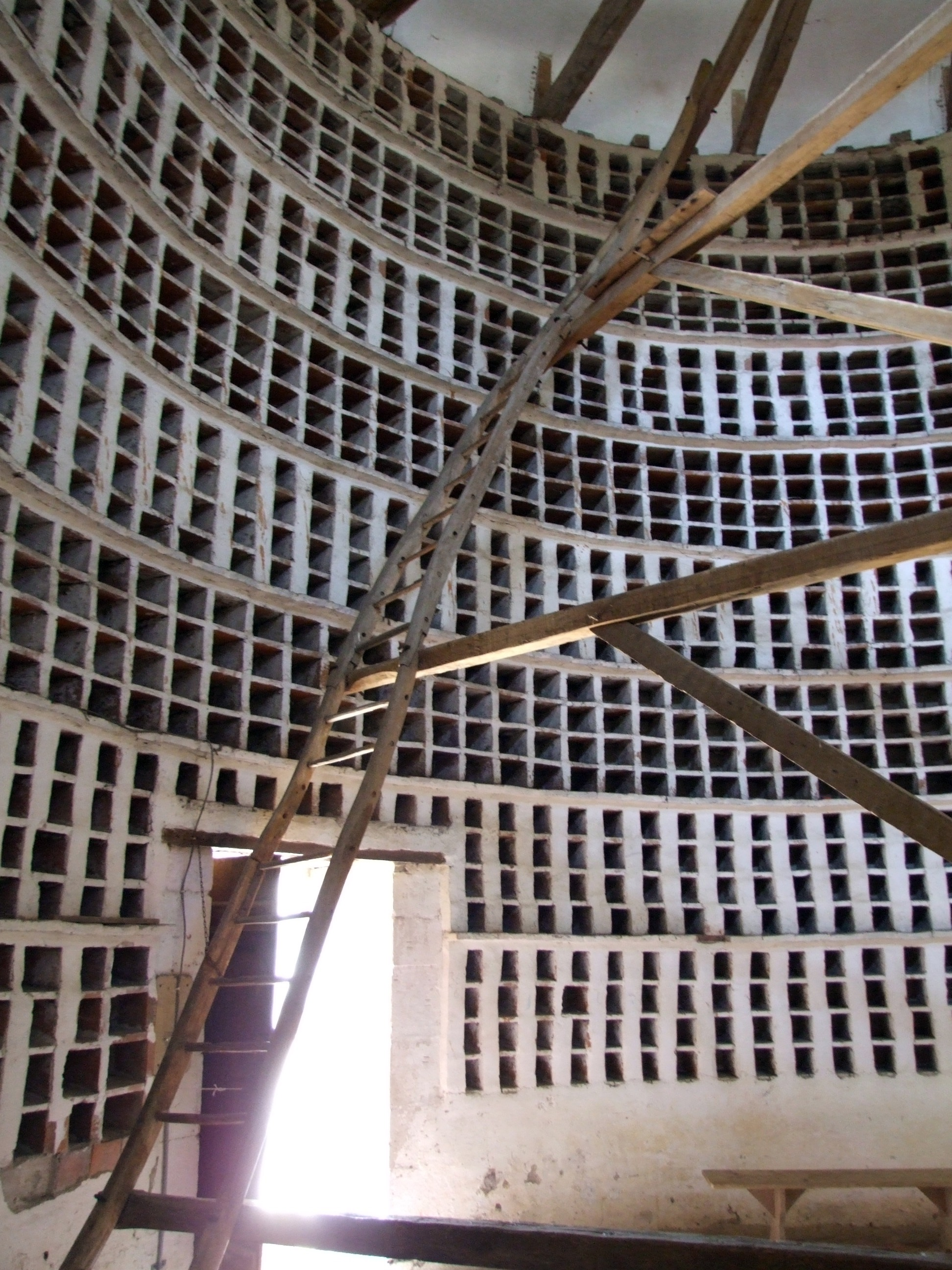
Échelle tournante du colombier du château d'Époisses.

### Échelle à crinoline
Une échelle à crinoline est une échelle équipée d'un garde-corps.

## Normalisation et réglementation
La production des échelles est soumise à plusieurs normes européennes :
- La norme européenne NF EN 131 précise les règles de conception et de dimensionnement des échelles. Elle est divisée en plusieurs parties :
  - NF EN 131-1 : Échelles - Partie 1 : terminologie, types, dimensions fonctionnelles ;
  - NF EN 131-2 : Échelles - Partie 2 : exigences, essais, marquage ;
  - NF EN 131-3 : Échelles - Partie 3 : marquage et informations destinées à l'utilisateur ;
  - NF EN 131-4 : Échelles - Partie 4 : échelles articulées à articulation simple ou multiple ;
  - NF EN 131-6 : Échelles - Partie 6 : échelles télescopiques ;
  - NF EN 131-7 : Échelles - Partie 7 : échelles mobiles avec plate-forme.
- Pour les échelles portables à l'usage des services d'incendie : NF EN 1147.
- Pour les travaux sous tension - échelles en matériau isolant : NF EN 61478.
- Pour les escabeaux : NF EN 14183.
- Pour les équipements de chantier, deux normes françaises :
  - pour les plates-formes individuelles roulantes : NF P93-352
  - pour les plates-formes individuelles roulantes légères NF P93-353

L'usage des échelles pendant les travaux est précisé par le code du travail, article R. 233-13-22, 27, 28 et 29.